# Eulomalus sculptipygus
Eulomalus sculptipygus är en skalbaggsart som först beskrevs av Sylvain Auguste de Marseul 1864.  Eulomalus sculptipygus ingår i släktet Eulomalus och familjen stumpbaggar. Inga underarter finns listade i Catalogue of Life.